# Who are you? (NICO Touches the Wallsのアルバム)
『Who are you?』（フー・アー・ユー?）は、日本のロックバンド、NICO Touches the Wallsの初のフルアルバム。2008年9月24日、キューンレコードより発売。

## 解説
初回生産限定盤と通常盤の2形態で発売。初回盤はDVD付（収録内容は後述）。
発売日にこだわりがある。あるテレビ番組で風水を占ってもらったところ、バンドのラッキーナンバーは「24」であった。「発売日にすれば最高、それができなければジャケットにその数字を入れればいい」と言われていたので、「是非」ということでこの発売日になった。
曲順を決めるのに相当悩んだようで、かなりの数のCD-Rが消費されたという。

## 収録曲

### CD
全作詞・作曲：光村龍哉
1. Broken Youth -Original Version- (5:10)
（編曲：Hajime Okano, NICO Touches the Walls）
先行シングルのアルバムバージョン。シングルバージョンよりも前奏が長くなっており、こちらのバージョンの方が先にできていた。ライブではこちらのバージョンで演奏される。
2. B.C.G (3:50)
（編曲：Hajime Okano, NICO Touches the Walls）
3. THE BUNGY (3:35)
（編曲：Hajime Okano, NICO Touches the Walls）
2ndシングル曲。
4. エトランジェ (5:08)
（編曲：Hajime Okano, NICO Touches the Walls）
5. image training (4:52)
（編曲：AIR, NICO Touches the Walls）
ミニアルバム「How are you?」収録曲。
インディーズ時代のリメイク。
6. バニーガールとダニーボーイ (4:24)
（編曲：AIR, NICO Touches the Walls）
1stシングル「夜の果て」カップリング曲。
7. 有言不実行成仏 (4:38)
（編曲：Hajime Okano, NICO Touches the Walls）
ファンク・テイストを取り入れたナンバー。
坂倉・対馬は演奏面で相当苦労したという。
8. ほっとした (4:10)
（編曲：Hajime Okano, NICO Touches the Walls）
終始アコギ・エレキのみのバラード・ナンバー。
9. 夜の果て (4:49)
（編曲：AIR, NICO Touches the Walls）
1stシングル曲。
10. (My Sweet) Eden (4:39)
（編曲：AIR, NICO Touches the Walls）
限定シングル「Primitive-disc「エデン」」収録曲。
11. 葵 (5:43)
（編曲：AIR, Hajime Okano, NICO Touches the Walls）
メンバー全員が「とても好きな曲」と絶賛する1曲。
光村曰く「『これぞニコだ!』って感じ」[2]。
12. anytime, anywhere (4:20)
（編曲：AIR, NICO Touches the Walls）

### 初回特典DVD
1. 夜の果て （TOUR2008～ナハトムジーク～＠大阪 Shangri-La）
2. THE BUNGY （FM802 & SPACE SHOWER TV present SWEET LOVE SHOWER 2008 SPRING＠大阪城音楽堂）
3. Broken Youth -Original Version- (PV)
4. Broken Youth （MUSIC VIDEO MAKING）